# Jamesbrittenia micrantha
Jamesbrittenia micrantha är en flenörtsväxtart som först beskrevs av Johann Friedrich Klotzsch, och fick sitt nu gällande namn av O.M. Hilliard. Jamesbrittenia micrantha ingår i släktet Jamesbrittenia och familjen flenörtsväxter. Inga underarter finns listade i Catalogue of Life.